# Campagne de Crimée (1941-1942)
Pour les articles homonymes, voir Campagne de Crimée.
Ne doit pas être confondu avec Guerre de Crimée ou Offensive de Crimée.
Pour un article plus général, voir Crimée pendant la Seconde Guerre mondiale.
Seconde Guerre mondiale
Batailles
Phase 1
- Brest-Litovsk
- Białystok–Minsk
- Pays baltes
- Raseiniai
- Brody
- Bessarabie et Bucovine du Nord
- Moguilev

Phase 2
- Smolensk
  - Roslavl-Novozybkov (en)
- Avance sur Léningrad

Phase 3
- Ouman
- Odessa
- 1re Kiev
- Tallinn
- Petrikovka (en)
- Ielnia
- Léningrad
- Mer d'Azov (en)

Phase 4
- 1re Kharkov
- Beowulf
- Donbass-Rostov (en)
- Briansk (en)
- 1re Crimée
  - Sébastopol
- Tikhvine
- 1re Rostov
- Gorki
- Moscou

Front de l’Est

Prémices :
- Campagne de Pologne
- Guerre d’Hiver

Guerre germano-soviétique :
- 1941 : L'invasion de l'URSS

- Opération Barbarossa

Front nord : 
- Guerre de Continuation
- Opération Silberfuchs
- Siège de Léningrad

Front central : 
- 2e bataille de Brest-Litovsk
- Bataille de Białystok–Minsk
- 1re bataille de Smolensk
- Bataille de Kiev

Front sud : 
- Siège d'Odessa
- Campagne de Crimée

- 1941-1942 : La contre-offensive soviétique

Front nord : 
- Poche de Demiansk
- Poche de Kholm

Front central : 
- Bataille de Moscou

Front sud : 
- Seconde bataille de Kharkov

- 1942-1943 : De Fall Blau à 3e Kharkov

Front nord : 
- Offensive de Siniavino
- Opération Iskra
- Bataille de Krasny Bor
- Opération Poliarnaïa Zvezda

Front central : 
- Opération Mars

Front sud : 
- Bataille du Caucase (opération Fall Blau)
- Bataille de Stalingrad
- Opération Uranus
- Opération Saturne
- Offensive d'Ostrogojsk-Rossoch
- Offensive de Voronej-Kastornoe
- Opération Gallop
- Opération Étoile
- Troisième bataille de Kharkov

- 1943-1944 : Libération de l'Ukraine et de la Biélorussie

Front central : 
- 2e bataille de Smolensk
- Opération Bagration

Front sud : 
- Bataille de Koursk
- Bataille du Dniepr
- Offensive Dniepr-Carpates
- Offensive de Crimée
- Offensive de Lvov-Sandomir

- 1944-1945 : Campagnes d'Europe centrale et d'Allemagne

Allemagne : 
- Offensive Vistule-Oder
- Offensive de Poméranie orientale
- Siège de Breslau
- Offensive de Prusse-Orientale
- Bataille de Königsberg
- Bataille de Seelow
- Bataille de Bautzen
- Bataille de Berlin
- Capitulation allemande

Front nord et Finlande : 
- Guerre de Laponie
- Offensive Leningrad-Novgorod
- Bataille de Narva

Europe orientale : 
- Opération Margarethe
- Insurrection de Varsovie
- Soulèvement national slovaque
- Opération Panzerfaust
- Bataille de Budapest
- Opération Frühlingserwachen
- Offensive de Vienne
- Insurrection de Prague
- Offensive de Prague
- Bataille de Slivice

Front d’Europe de l’Ouest

Campagnes d'Afrique, du Moyen-Orient et de Méditerranée

Bataille de l’Atlantique

Guerre du Pacifique

Guerre sino-japonaise

Théâtre américain
La campagne de Crimée, pendant la Seconde Guerre mondiale, est une campagne militaire qui eut lieu du 24 septembre 1941 au 4 juillet 1942, date à laquelle la Crimée est entièrement conquise par les Allemands et leurs alliés. Ces derniers luttèrent, pour atteindre leurs objectifs, contre l'armée soviétique.
S'inscrivant dans l'invasion de l'URSS, déclenchée par l'opération Barbarossa, la campagne de Crimée est relativement indépendante de celle-ci du fait de l'isolement géographique de la presqu'île. Les combats se découpent en trois grandes phases : de septembre à décembre 1941, l'offensive des germano-roumains leur permet de s'emparer de la totalité de la Crimée à l'exception notable du port fortifié de Sébastopol, considéré comme la forteresse la mieux défendue de toute l'URSS. Fin décembre et début janvier, la contre-offensive des Soviétiques avec de multiples débarquements repousse les Allemands de la péninsule de Kertch et desserre leur étreinte sur Sébastopol, mais n'aboutit qu'à des combats statiques au printemps 1942 sans parvenir à libérer la presqu'île de l'invasion. Finalement, les Allemands et les Roumains reprennent l'offensive en mai et juin 1942, et chassent les Soviétiques de la péninsule de Kertch et de Sébastopol.
Allemands et Roumains éliminent ainsi la menace aérienne que faisait porter la Crimée sur les champs pétrolifères de Ploiești. Désormais les Allemands disposent par le détroit de Kertch d'une nouvelle voie d'accès vers le Caucase, dont la conquête est l'objectif de Fall Blau, la grande campagne d'été allemande démarrée quelques jours plus tôt.

## Forces en présence

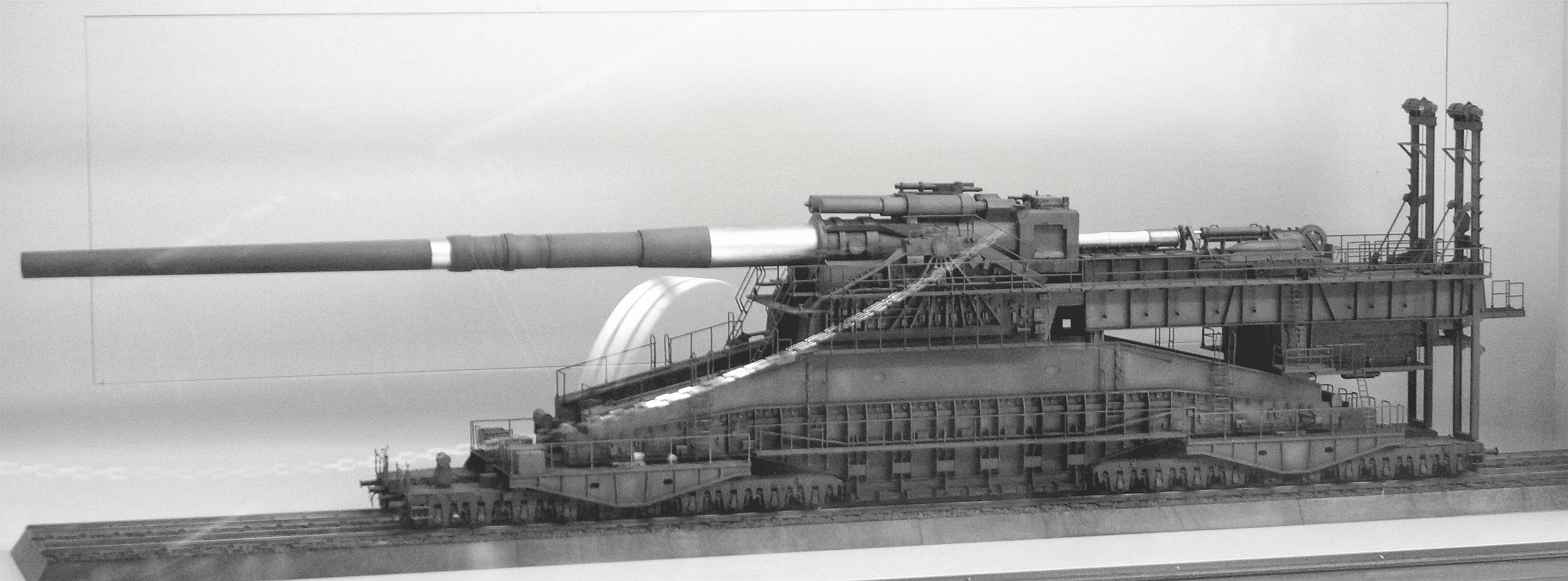
Maquette du canon Dora.

L’armée allemande du général von Manstein est la 11e armée allemande, plus de 150 000 soldats allemands dont 45 000 soldats roumains et 150 chars en septembre 1941. Le corps de montagne roumain appartenant à la 3e Armée roumaine possédait un grand nombre de pièces d’artillerie de gros calibre. L’artillerie de l’armée allemande en Crimée était aussi très puissante comprenant entre autres les deux canons « Karl » de 60 cm et le canon géant Dora de 80 cm. Au cours de l’opération Störfang, von Richthofen aligna plus de 600 avions, et von Manstein plus de 2 000 pièces d’artillerie, de DCA et de canons antichar. L’Armée rouge du fort de Sébastopol est commandée par le major-général Petrov. Ses effectifs sont d’environ 180 000 soldats, 260 chars soviétiques partagés avec le  Front de Crimée. Les Soviétiques alignent plus de 650 pièces d’artillerie, qui sera utilisée lors du siège de Sébastopol, mais disposent seulement d’une cinquantaine d’avions obsolètes. Les troupes soviétiques du Front de Crimée étaient commandées par le lieutenant-général Kozlov et alignaient 3 armées soviétiques : la 51e armée au nord, au sud, la 44e armée et la 47e armée en réserve.

## Le terrain
L'accès à la Crimée par la terre est difficile; la péninsule n'est en effet reliée à l'Ukraine que par trois isthmes étroits, le plus large étant celui de Perekop, après lequel il faut traverser un autre isthme, celui d'Ichoun. Les  deux autres bras de terre sont trop étroits et ne peuvent être franchis. Les Allemands sont cependant bien aidés par le fait que les Soviétiques n'ont érigés aucune défenses formidables. A l'isthme de Perekop, où les Allemands comptent traverser, les Soviétiques n'opposent que 14 casemates dont 2 inachevées. Si la majorité de la Crimée est sans relief, les abords de Sébastopol sont plus montagneux. En novembre, alors que le sort de Sébastopol semblait réglé, les Soviétiques, exploitant le terrain, parviendront à empêcher les Allemands de s'emparer de la ville par un coup de main. 

## Premier contact

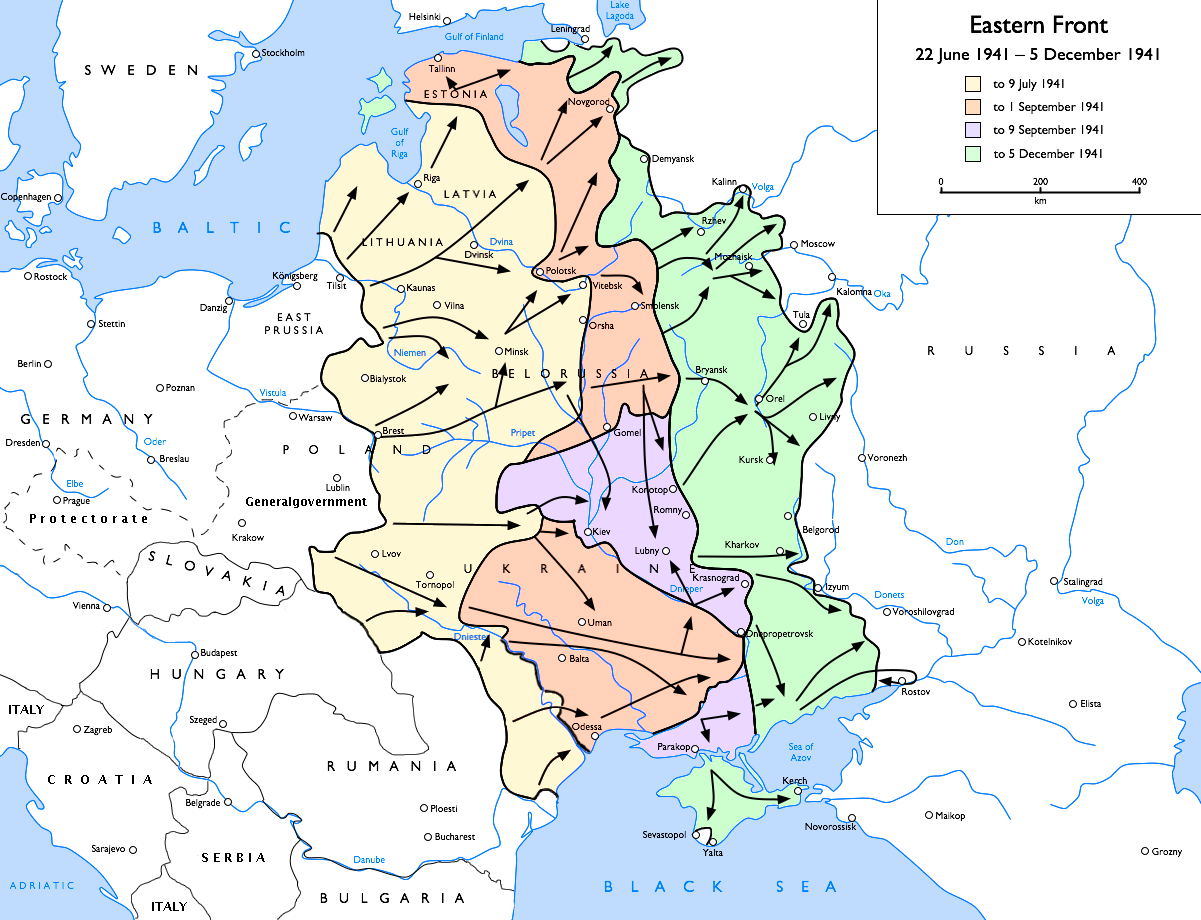
Le Front de l'Est

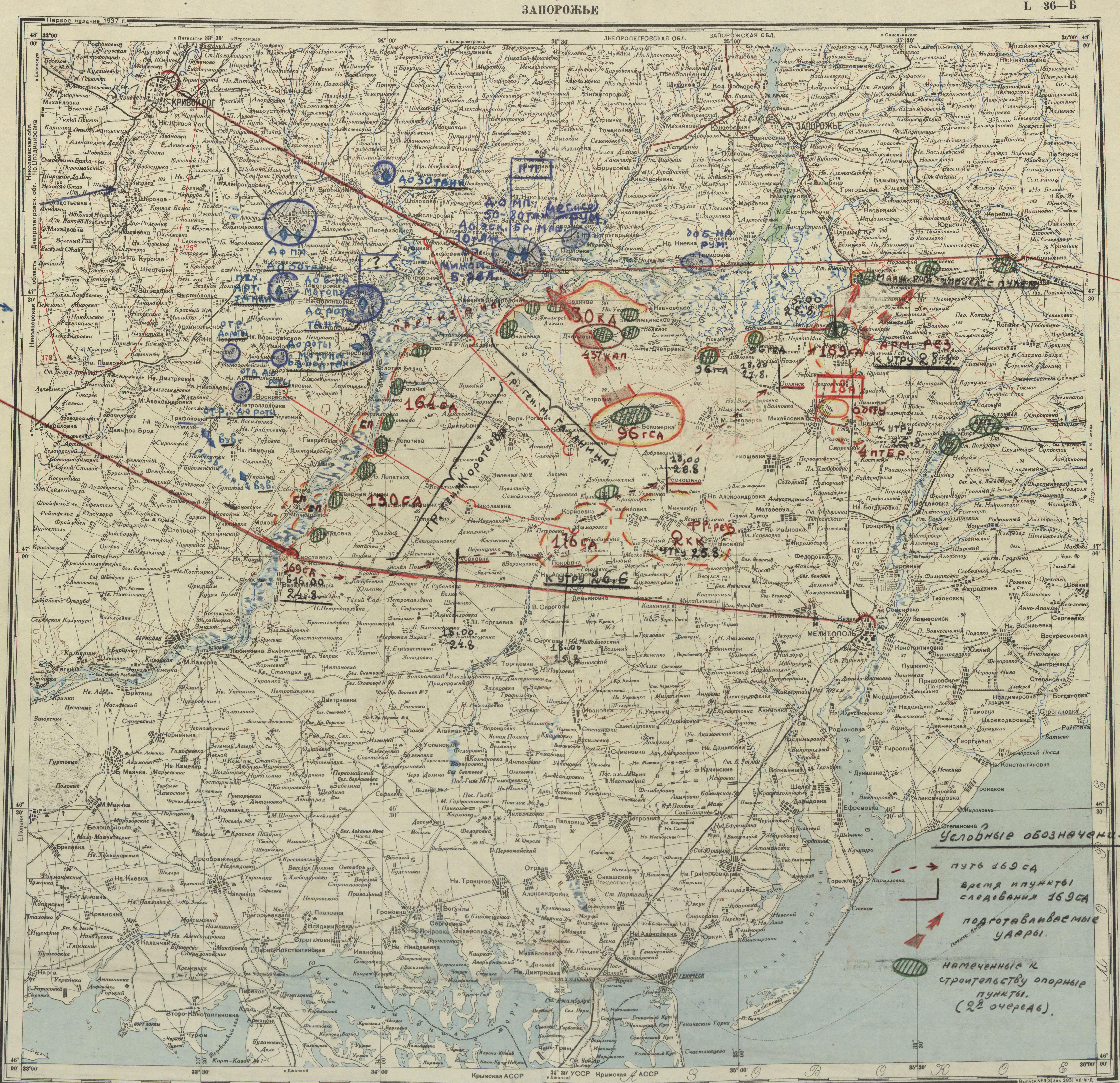
Carte du front sud en août 1941 devant la Crimée.

La 11e Armée du Heeresgruppe Sud attaqua la région en septembre 1941, mais les Allemands ne parvinrent pas à prendre la ville de Sébastopol, bien que toute la Crimée fut sous leur contrôle. Von Manstein avait l'intention de prendre la ville avant l'hiver, il préleva ainsi des unités de la presqu'île du Kertch, affaiblissant ainsi cette zone. Les Soviétiques profitèrent de cette situation pour lancer une contre-offensive en décembre 1941 après que des renforts soviétiques soient arrivés au cours de ce mois par la mer d'Azov. Jusqu'en mai 1942, les Allemands les continrent dans la presqu’île de Kertch. Von Manstein prépara une offensive visant à chasser les Russes de la Crimée, et ensuite s’emparer de Sébastopol. Sa date de début fut fixée au 8 mai 1942.

## L’offensive de la11eArmée

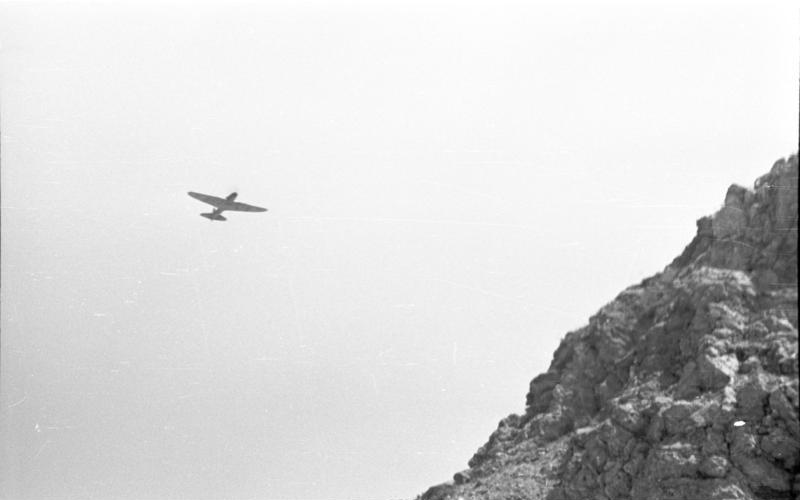
Un Iliouchine Il-2 russe volant au-dessus des lignes allemandes près de Kertch, mai 1942.

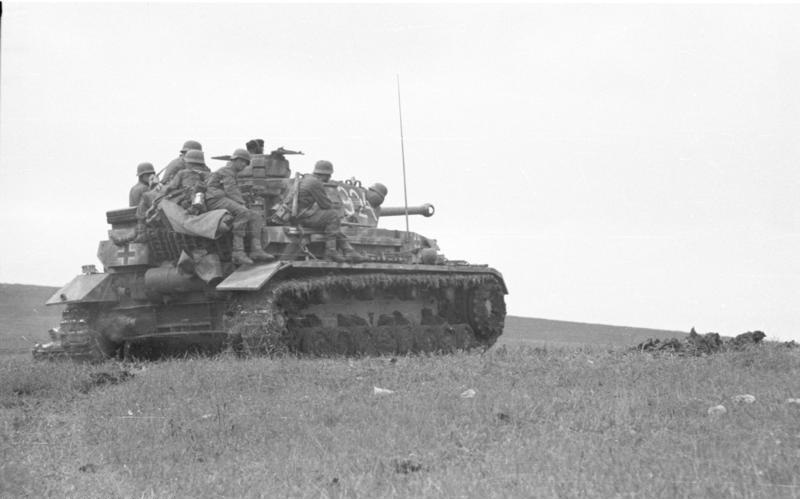
Panzer IV et fantassins allemands en Crimée, mai 1942.

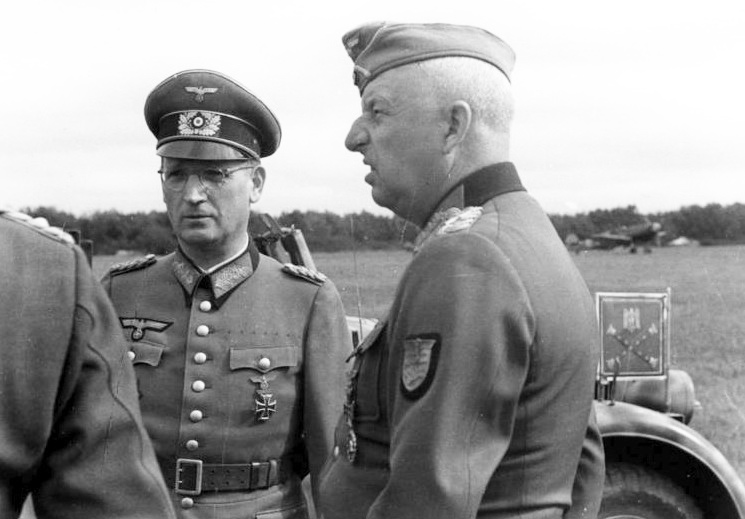
Von Manstein (à droite) et Hans Speidel (à gauche) au second semestre 1943 en Crimée.

L’opération Trappenjagd débute avec un bombardement d’artillerie le 8 mai 1942, une opération amphibie de la 132e division d’infanterie allemande, et des attaques de Stuka de la Luftflotte 4 de Wolfram von Richthofen. Les différents Korps de la 11e armée foncent vers les positions soviétiques et les prennent à revers. Les armées soviétiques, surprises de plein fouet par l’attaque, se replient vers l’est. Le 9 mai, les Soviétiques résistent héroïquement face au XXX Arméekorps, et la mauvaise météo ne permet pas l'envoi des Stukas. Mais les Allemands continuent à repousser, principalement la 44e armée soviétique, toujours vers l’est. Néanmoins, la 47e armée soviétique lance une contre-offensive et encercle huit divisions allemandes. Les Allemands prennent la presqu’île de Kertch le 16 mai et poussent les Soviétiques jusqu’à la mer en s'emparant de leurs aérodromes. Ceux-ci tentent en vain une contre-offensive, puis essaient d’embarquer à bord de la flotte soviétique de la mer d'Azov : seuls 10 000 soldats réussiront à s’échapper de cette façon, car l’Armée rouge subira plusieurs attaques de la Luftwaffe. L’opération Trappenjagd se termine le 18 mai 1942 par la victoire de von Manstein. 50 000 soldats soviétiques ont été tués, 110 000 faits prisonniers et 258 chars détruits pour 9 000 pertes côté allemand. Cependant, des groupes de survivants soviétiques (entre 10 000 et 15 000 soldats), retranchés dans les catacombes de Kertch, refusent de déposer les armes et mènent une guérilla héroïque pendant plusieurs mois contre l'occupant allemand. Ce n'est que le 16 octobre 1942 que la péninsule de Kertch est entièrement sous contrôle allemand.

## L’encerclement de Sébastopol
Les effectifs soviétiques doublèrent, passèrent de 50 000 à 106 000 hommes. Von Manstein aligna plus de 200 000 soldats allemands. L’attaque de Sébastopol, l'opération Störfang, débuta par des pilonnages massifs d’artillerie de toute la 11e Armée et de toute la Luftflotte 4. Les bombardiers allemands déversèrent plus de 6 000 tonnes de bombes sur la ville le 2 juin 1942. Le bombardement terminé, les différents corps de la 11e Armée lancent leur offensive le 7 juin. Le 17, les Allemands s’emparent de plusieurs forts soviétiques, le corps de montagne roumain remporte succès sur succès et progresse vers l’ouest. Le 21 juin, les Allemands sont à bout de souffle mais les Soviétiques sont complètement désorganisés. Toutefois, l’Armée du Littoral résiste toujours plus face aux Allemands. Manstein procède alors à une opération audacieuse : infiltrer deux divisions allemandes dans le dos du dispositif soviétique. Son opération est un succès et les Allemands établissent de solides têtes de pont en moins de dix minutes. Le XXX Arméekorps perce la ligne du Sapoun le 29 juin, la garnison soviétique n’a plus d’autre choix que d’évacuer la ville avec l'aide de la flotte de la mer Noire. Le 1er juillet, date de sa promotion, von Manstein ordonne l’assaut final, il est élevé à la dignité de generalfeldmarschall.

## Réflexion sur la campagne
Bien que la campagne de Crimée soit un succès majeur pour les Allemands, la prise de Sébastopol est très tardive par rapport aux directives initiales de Barbarossa. Cette victoire est aussi passagère, car la défaite totale des armées allemandes lors de l’opération Bagration les obligea à évacuer l’Ukraine et la Crimée en 1944.
La 11e armée allemande était très bien équipée, surtout en équipements de siège, dont le plus gros canon de la Wehrmacht, le canon Dora.

## Décoration
Une décoration militaire allemande fut attribuée par Hitler uniquement aux soldats allemands ayant participé à la campagne de Crimée : la Plaque de bras Crimée.

## Libération de la Crimée

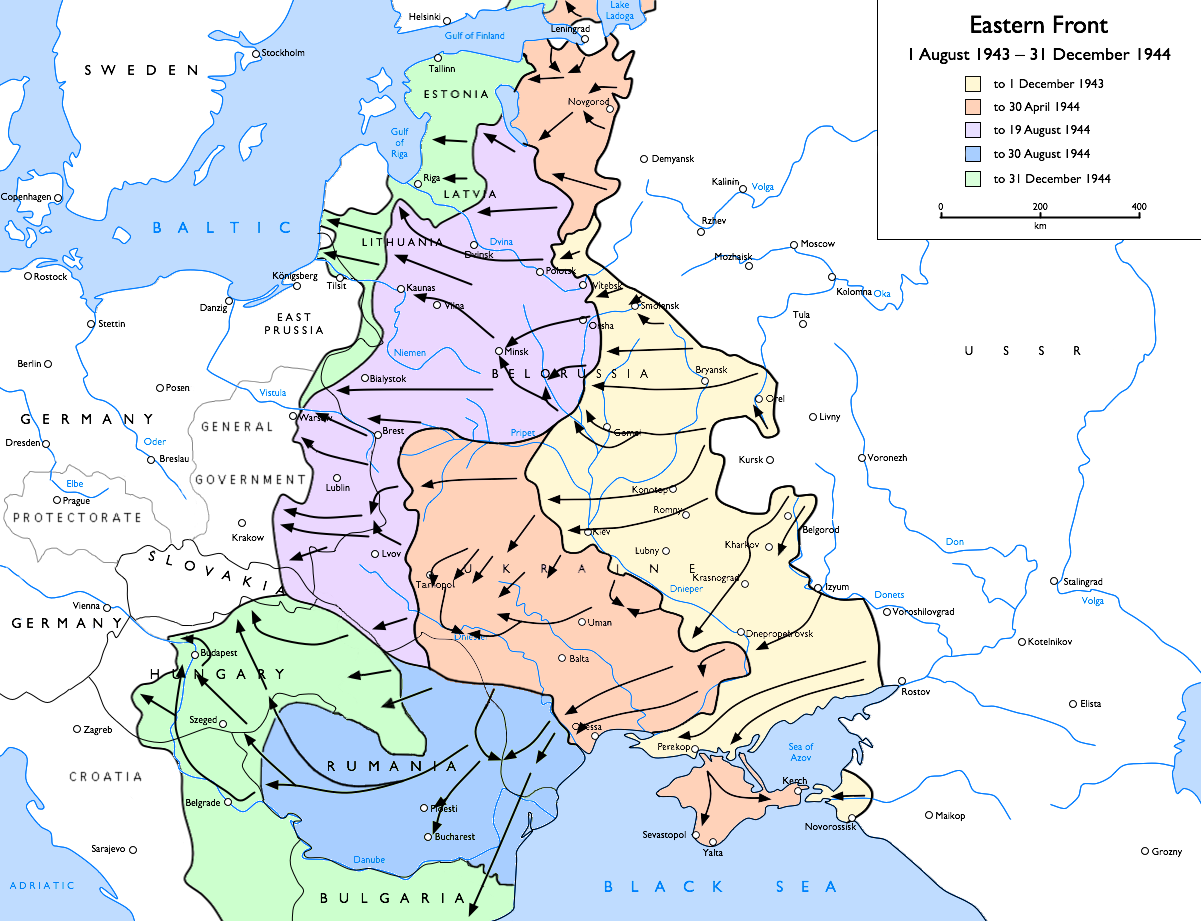
Avancées soviétiques du 1 août 1943 au 31 décembre 1944

### Prémices: l'Opération Kertch–Eltigen
En novembre 1943, après que les forces de l'Axe eurent été défaites sur la péninsule de Taman (tête de pont de Kouban), l'Armée rouge (27 000 hommes de la 18e armée, de la 56e armée, de la flotte de la mer Noire et de la flottille d'Azov appartenant au 4e front ukrainien) lance une opération amphibie et débarque sur la presque-île de Kertch dans le but de reprendre position dans le sud-est de l'Ukraine et de forcer les Allemands à se retirer de Crimée. Deux têtes de pont sont établies par les Soviétiques mais seule la tête de pont nord à Ieni-Kale a pu être un succès, tandis que la tête de pont du sud à Eltiguen s'est effondrée à la suite d'une contre-attaque allemande.
Par la suite, l'Armée rouge exploite la tête de pont de Ieni-Kale afin de lancer ses opérations ultérieures en Crimée en mai 1944.
Au 4 décembre 1943, les Soviétiques avaient fait débarquer 75 000 hommes, 582 canons, 187 mortiers, 128 chars, 764 camions et plus de 9 000 tonnes de munitions et d'équipement à Ieni-Kale pour consolider leurs positions et avancer en direction de Kertch.

### Reprise de la Crimée
Elle sera libérée par le quatrième front ukrainien lors des contre-offensives soviétiques du 8 avril au 12 mai 1944.